# NGC 7511
NGC 7511 é uma galáxia espiral (S?) localizada na direcção da constelação de Pegasus. Possui uma declinação de +13° 43' 37" e uma ascensão recta de 23 horas, 12 minutos e 26,3 segundos.
A galáxia NGC 7511 foi descoberta em 6 de Setembro de 1886 por Lewis A. Swift.